# Jones Mwewa
Jones Mwewa (12 maart 1973 – 18 november 2011) was een Zambiaans voetballer, die speelde als verdediger. Met het Zambiaans voetbalelftal speelde hij mee in 3 Afrika Cup's. Tevens speelde hij voor dit elftal 13 WK-kwalificatiewedstrijden.
Mwewa overleed op 38-jarige leeftijd door een nog onbekende oorzaak.